# Рай у тіні шабель
«Рай у тіні шабель» (рос. «Рай под тенью сабель», 1992) — російський кінофільм, перший фільм серіалу «Шаміль» режисера Михайла Ланчави. Прем'єрний показ фільму відбувся в 1992 році.

## Сюжет
У кінострічці йдеться про події 1832—1834 років на Кавказі. Головний герой фільму — Шаміль, ще до обрання його імамом Дагестану та Чечні. Фільм починається епізодом бою під Гімри, де гине імам Газі-Мухаммад, а пораненому Шамілю вдається вирватися з оточення. Подальший перебіг стрічки — участь Шаміля в боротьбі під проводом імама Гамзат-бека. Головна ідея фільму — розв'язання питання, чи можливий рай у тіні шабель. Гамзат-бек вважає, що силою зброї неможливо побудувати щасливе суспільство, тому відмовляється від помсти аварцям Хунзаха, які в підсумку вбивають імама. Шаміль же, життям якого є боротьба, вважає інакше і саме в тіні шабель він будуватиме рай. Фільм закінчується обранням Шаміля імамом.

## У ролях
- Гусейн Халімбеков — Шаміль
- Георгій (Гія) Дарчіашвілі — імам Гамзат-бек
- Мухтар Гусенгаджиєв — Князь Нуцал-Хан
- Гусейн Казієв — Магомед-алі
- Валерій Баринов — Матвій Левович, генерал
- Вано Янтбелідзе — Хасайхан Уцмієв, офіцер російської армії
- Олександр Пашутін — військовий історик
- Рупат Чараков — імам Газі-Мухаммад
- Патимат Хізроєва — мати Шаміля
- Баганд Магомедов — Абдул-Азіз
- Арипула Махаєв — Саід Ігалінський
- Алі Ісаєв-Аварський — Уллунай Каранайский
- Надія Мусаєва — Баху-Біке
- Магомед Нурмагомедов — убивця Гамзат-бека
- Магомедамін Акмурзаєв — Гасан
- Геннадій Юхтін — полковник Генштабу
- Олег Корчиков — генерал Стрекалов
- Олексій Краснопольський — головнокомандувач
- Магомедрасул Багдулов — кадій
- Муртазалі Муртазалієв — старець